# Résidu (biochimie)

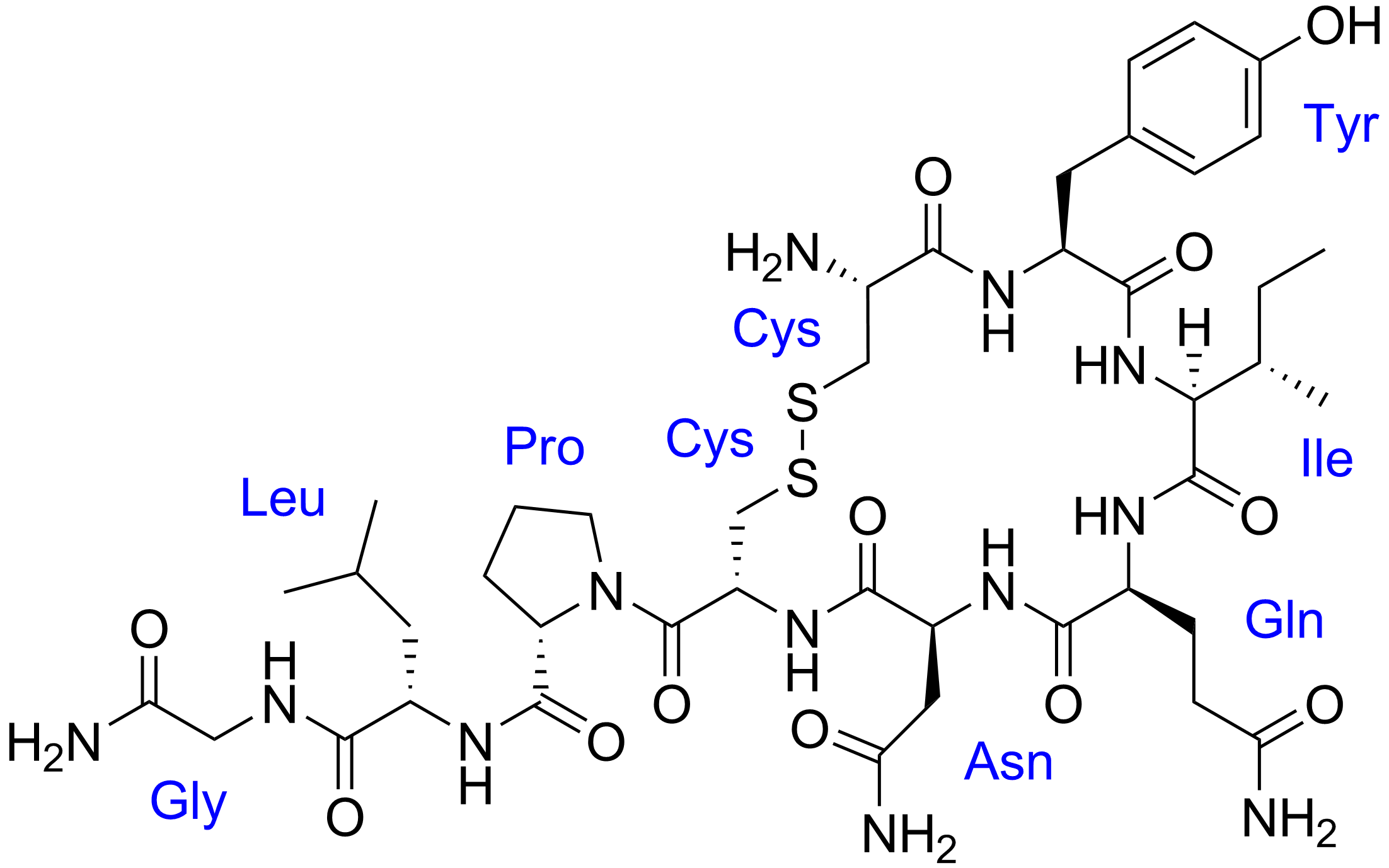
Structure de l'ocytocine indiquant les résidus d'acides aminés.

En biochimie et en biologie moléculaire, un résidu est la partie d'une molécule, généralement un monomère, qui est restée inchangée après être entrée dans la composition d'une biomolécule complexe ou d'un polymère. 

## Acides aminés
C'est typiquement le cas des acides aminés lorsqu'ils forment un polypeptide : ainsi, la séquence peptidique en acides aminés de l'ocytocine, par exemple, est Cys–Tyr–Ile–Gln–Asn–Cys–Pro–Leu–Gly-NH2, dans laquelle les trigrammes indiquent l'enchaînement des résidus d'acides aminés. 

## Protéines
Dans le cas des protéines, les chaînes latérales sont la partie des résidus située latéralement par rapport aux liaisons peptidiques dans le cas d'acides α-aminés, la proline étant à cet égard une exception en raison de son amine secondaire.

## Polysaccharides
De même, on emploie le terme de résidu pour les polysaccharides, dans lesquels les monomères sont des oses : ainsi, le stachyose, par exemple, est un oligosaccharide de structure Gal(α1→6)Gal(α1→6)Glc(α1↔2β)Fru, où les trigrammes représentent les résidus osidiques.

## Autres
Par extension, on parle également de résidus de bases nucléiques (A, C, G, T, U) dans un acide nucléique (ADN, ARN).
On parle enfin de résidus d'acides gras dans les lipides et les lipoprotéines.